# Luciano Richardis
Luciano Richardis (en francés, Lucien Richardis) (Francia, 28 de marzo de 2005) es un jugador de rugby francés de ascendencia española que se desempeña como apertura, juega en el Stade Toulousain de la Top 14 de Francia y es internacional absoluto con la Selección Española.

## Biografía
Inicialmente formado en el RC St-Jory Bruguières (2009-2017), realizó un breve viaje a Toulouse, donde ganó dos títulos del Champion de France Crabos.
Lucien ha sido convocado en varias ocasiones por las categorías inferiores de la selección española para participar en concentraciones.
Durante la temporada 2023-24, Lucien disputó 13 partidos con el equipo “Espoirs” del Stade Toulousain, 12 de ellos como titular, y marcó cuatro tries. Tras una gran temporada, se coronó campeón sub-20 al ganar el el campeonato espoir contra el Castres Olympique. Entre junio y julio de 2024, fue convocado por la selección española sub-20 para el Mundial Sub-20, donde disputó cuatro partidos. El torneo concluyó con una histórica victoria de la selección española por 24-19 contra los fiyianos.
El enero de 2025 fue convocado por primera vez para los encuentros del REC 2025 para la clasificación al Mundial 2027.  El 9 de febrero de 2025 debutó con victoria ante Suiza consiguiendo una clasificación histórica para España.
En la temporada 2024-25 del Top 14, Lucien jugó su primer partido y consiguió su primera titularidad con el equipo senior del Stade Toulousain en la jornada 26 ante el Union Sportive Arlequins Perpignanais.  Además, esa misma temporada volvió a ser convocado para jugar el Mundial Sub-20 de 2025.

## Palmarés
- Top 14: 2024-25